# キング・アーサー (2017年の映画)
『キング・アーサー』（原題: King Arthur: Legend of the Sword）は、2017年製作のアメリカ合衆国・イギリス・オーストラリア制作の映画。
アーサー王伝説をモチーフとしたアクション映画。ガイ・リッチー監督。
本作の制作費は1億7500万ドルだが、北米でも全世界でも全く興収が振るわず公開当時においてはハリウッドで最も大赤字を出した映画とされていた。これによりワーナー・ブラザースは1億5000万ドルの赤字を計上したため、計画されていた続編は制作中止となった。

## あらすじ
イングランド王ユーサーは、権力の欲望に憑りつかれた魔術師モルドレッドを討ち取り王国を救うが、同じく野心を抱いた弟ヴォーティガンの反乱に遭い、幼い息子アーサーを小舟で逃がす。小舟はやがてロンディニウムに流れ着き、アーサーは娼婦に拾われて売春宿で育てられる。アーサーは成長するとスラムの悪友たちと付き合うようになり、様々な悪事を働きながら暮らしていた。一方、キャメロット城では川の水位が下がり、川底からユーサーの聖剣エクスカリバーが現れ、ヴォーティガンは驚愕する。ヴォーティガンは城の地下の魔物に会い、「真の王が目覚めようとしている」と告げられ、彼はユーサーの息子を探すように家臣に命じる。
アーサーは育ての親である娼婦に暴力を振るったヴァイキングの白ひげを襲い金を奪い取るが、白ひげはヴォーティガンの取引相手だったため、国王軍に追われることになってしまう。国王軍に捕まったアーサーはキャメロット城に連行され、そこでエクスカリバーを引き抜くように命令される。アーサーは、それまで誰も引き抜けなかったエクスカリバーを岩から引き抜き、剣が持つ力に圧倒されて気絶してしまう。ヴォーティガンはアーサーを処刑するように命じ、ヴォーティガンに攻め滅ぼされた魔術師の生き残りの女メイジは、ユーサーの家臣だったベディヴィアに助けを求める。ヴォーティガンは群衆の目の前でアーサーを処刑しようとするが、メイジやベディヴィアたちによって助け出され、彼らのアジトに連れて行かれる。
メイジは、アーサーがエクスカリバーを使いこなせていないことを知ると、ベディヴィアの反対を押し切り、彼をブラックアイランズに連れ出して修行させる。獰猛な生物との戦いを経たアーサーは、その力によって過去に触れ、ヴォーティガンによって両親が殺されたことを思い出す。修行から戻ったアーサーは、悪友たちから売春宿が国王軍に焼き討ちされたことを聞かされ、ヴォーティガンを打倒する決意を固める。城内の協力者マギーから、ヴォーティガンがロンディニウムを訪れることを知ったアーサーたちは、ロンディニウムでヴォーティガンを暗殺しようと待ち構えるが、マギーの裏切りを知っていたヴォーティガンは、逆に罠を仕掛けて彼らを捕らえようとする。国王軍に追い詰められたアーサーたちは、武術の師であるジョージたちと共に国王軍を迎え撃つが、その中でメイジが人質にとられてしまう。彼女を助けようとしてエクスカリバーを手にしたアーサーは、その力を使い国王軍を全滅させる。しかし、逃走する中で負傷したバック・ラックがヴォーティガンに捕まり、アーサーの目の前で殺されてしまう。
バック・ラックの死を嘆くアーサーは、エクスカリバーの力を制御できない自分に怒りを覚えるが、湖の乙女に出会い「ヴォーティガンが力を手に入れた荒廃した世界」を見せられ、その未来を止めるように諭される。アーサーはベディヴィアたちと共にアジトに戻るが、アジトは国王軍によって壊滅させられ、メイジとブルーが連れ去られてしまう。アーサーはエクスカリバーを差し出してメイジを解放させ、自身は引き換えにキャメロット城に出頭する。ヴォーティガンはアーサーを殺そうとするが、メイジが送った大蛇が城内で暴れ出し、その隙にアーサーはエクスカリバーを取り戻し、国王軍と戦う。同じ頃、ベディヴィアに率いられた民衆がキャメロット城に乗り込み国王軍と戦闘を始め、ヴォーティガンは地下の魔物から力を得ようと考えるが、その代償として娘の命を要求される。ヴォーティガンは、王国を奪い取る際に妻を殺して力を得たのと同じように、娘を殺して魔物から強大な力を受け取る。
アーサーは建造中の塔の中でヴォーティガンと対峙して一騎打ちを挑むが、彼の力に圧倒されて追い詰められてしまう。ユーサーの幻覚を見たアーサーは、父の言葉から力を得てヴォーティガンに反撃し、彼を倒して王国を取り戻す。アーサーはベディヴィアたちを騎士に叙任し、民衆の祝福を受ける中で国王に即位し、エクスカリバーを掲げて民衆の歓呼の声に応える。

## キャスト
※括弧内は日本語吹替
- アーサー - チャーリー・ハナム（土田大）
- ヴォーティガン - ジュード・ロウ（桐本拓哉）
- メイジ（魔術師） - アストリッド・ベルジュ＝フリスベ（行成とあ）
- ベディヴィア - ジャイモン・フンスー（手塚秀彰）
- グースファット・ビル - エイダン・ギレン（咲野俊介）
- ユーサー・ペンドラゴン - エリック・バナ（てらそままさき）
- ウェット・スティック - キングズリー・ベン＝アディル
- パーシヴァル - クレイグ・マクギンリー（英語版）
- ジョージ - トム・ウー（英語版）
- バック・ラック - ニール・マスケル（英語版）（後藤光祐）
- ルビオ - フレディ・フォックス
- マギー - アナベル・ウォーリス（和優希）
- ブルー - ブルー・ランドー
- グレービアード - ミカエル・パーシュブラント（楠見尚己）
- イグレイン - ポッピー・デルヴィーニュ（英語版）
- エルサ - ケイティ・マクグラス
- カティア - ミリー・ブレイディ
- マーシア - ピーター・フェルディナンド（英語版）（内田直哉）
- ミスチフ・ジョン - ジェフ・ベル（英語版）（楠見尚己）
- 湖の乙女 - ジャッキー・エインズリー（英語版）
- モルドレッド - ロブ・ナイトン（英語版）
- セイレーン1 - ロレイン・ブルース（英語版）（磯辺万沙子）
- セイレーン2 - エライン・パウエル（英語版）
- セイレーン3 - ハーマイオニー・コーフィールド（英語版）
- マーリン - カミール・レミエゼウスキー（英語版）
- ジャックス・アイ - マイケル・マケルハットン（仲野裕）
- トリガー - デビッド・ベッカム

## 製作
2014年1月、ワーナー・ブラザース映画はアーサー王伝説を題材とした映画の監督にガイ・リッチーを、脚本家としてジョビー・ハロルドを起用し、第1作目のタイトルを『Knights of the Roundtable: King Arthur』にすると発表した。本作は全6部作となるシリーズの第1作目として製作されたものである。

### キャスティング
スタジオはイドリス・エルバをマーリン役に起用しようとしたが、出演交渉は不首尾に終わった。リッチーの推薦もあって、チャーリー・ハナムがアーサー王を演じることになった。グィネヴィア役にはエリザベス・オルセンの起用が予定されていたが、最終的にはアストリッド・ベルジュ＝フリスベが起用されることになった。2014年11月14日、ジュード・ロウが本作で悪役を演じるとの報道があった。2015年2月11日、エリック・バナの出演が決まった。3月6日、ミカエル・パーシュブラントが本作に出演すると報じられた。

### 撮影
2015年2月、本作の主要撮影がウィンザー・グレート・パークで始まった。3月2日にはウェールズ北部に移って撮影が行われた。10日、リッチー監督が撮影初日に撮影した写真を自身のTwitterに投稿した。4月、スノードニアでの撮影が始まった。7月上旬にはスコットランドのハイランド地方での撮影が行われた。

## 公開
当初、本作は2016年7月22日に全米公開される予定だった。ところが、2015年12月21日、ワーナー・ブラザース映画は本作の公開を2017年2月17日に延期すると発表した。2016年1月21日、ワーナーは本作の全米公開を2017年3月24日に再延期すると発表した。2016年7月には、本作のタイトルが『King Arthur: Legend of the Sword』に変更された。2016年12月、ワーナーは本作の全米公開日を2017年5月12日に再々延期すると発表した。これは同日に公開される『チップス 白バイ野郎ジョン&パンチ再起動!?』との競合を防ぐための措置であった。

## プロモーション
2016年7月23日、サンディエゴで開催されていたコミコンの会場で本作の予告編が初めて公開された。その予告編ではIMAXでの公開が示唆されていたが、後にそれは取りやめとなった。2017年1月22日、FOXが放送していたNFCチャンピオンシップゲームで本作のテレビCMが初めて放映された。2月20日、予告編第2弾が『キングコング:髑髏島の巨神』、『LOGAN/ローガン』、『ゴースト・イン・ザ・シェル』、『パワーレンジャー』の上映前に流されることになった。4月1日、予告編の最終版が『ロスト・シティZ 失われた黄金都市』、『フリー・ファイヤー』、『ワイルド・スピード ICE BREAK』の上映前に流されることになった。4月27日、本作はAMCシアターズでの特別上映でプレミアを迎えた。
ワーナーはこうしたプロモーションに1億3500万ドルを費やした。

## 興行収入
本作は『クレイジー・バカンス ツイてない女たちの南国旅行』と同じ週に封切られ、公開初週末に2500万ドルを稼ぎ出すと予想されていたが、実際の数字はそれを大きく下回るものとなった。2017年5月12日、本作は全米3702館で公開され、公開初週末に1537万ドルを稼ぎ出し、週末興行収入ランキング初登場3位となった。本作の興行的失敗により、配給元のワーナー・ブラザース映画は1億5000万ドル前後の赤字を計上すると見込まれている。

## 評価
本作に対する批評家の評価は芳しいものではない。映画批評集積サイトのRotten Tomatoesには249件のレビューがあり、批評家支持率は31%、平均点は10点満点で4.7点となっている。サイト側による批評家の見解の要約は「『キング・アーサー』は昔の伝承に大量の現代的アクションを盛り込んだ。その結果、アーサー王伝説を古典たらしめていたもののほとんどが排除されるに至った。」となっている。また、Metacriticには45件のレビューがあり、加重平均値は41/100となっている。なお、本作のCinemaScoreはB+となっている。

## その他
- 元・サッカーイングランド代表のデヴィッド・ベッカムが本作で俳優デビューしている[30]。リッチーはその演技を高く評価したが、ファンや英メディアからはヴィクトリア夫人の歌声に例えられて酷評された[31][32]。
- 当初、日本では『キング・アーサー 聖剣無双』のタイトルで公開される予定であったが、諸般の事情により『キング・アーサー』に変更となった[33]。